# Jamaitidion jamaicense
Jamaitidion jamaicense là một loài nhện trong họ Theridiidae.
Loài này thuộc chi Jamaitidion. Jamaitidion jamaicense được Herbert Walter Levi miêu tả năm 1959.